# Riemannova funkce zeta

Graf funkce zeta pro reálné argumenty v rozsahu −20 < s < 10

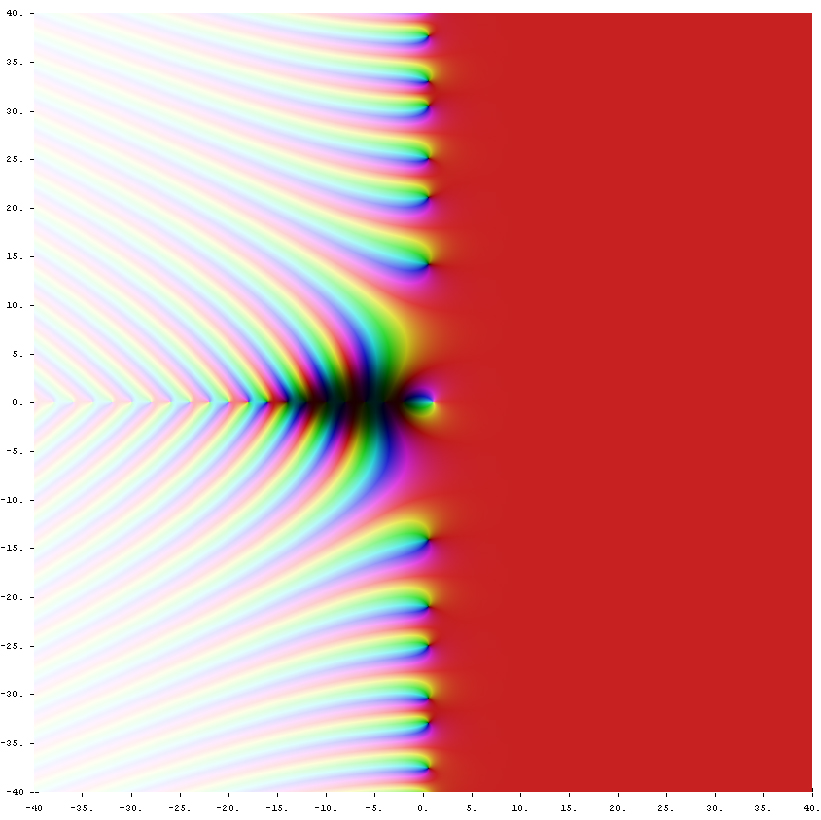
Stejná funkce v komplexní rovině s obarvením komplexních hodnot: Nula, počátek komplexní roviny, se nachází přesně uprostřed grafu. Tzv. netriviální nulové body zeta funkce leží na nevyznačené vertikální přímce procházející bodem 0,5. Jsou viditelné jako černé body na této pomyslné přímce a jsou uspořádány symetricky podle reálné osy, tedy horizontální přímky procházející počátkem. Graf obsahuje jediný čistě bílý bod. Ten odpovídá pólu zeta funkce v bodě 1, který se nachází jednu jednotku vpravo od počátku a ve kterém zeta funkce není definována. Tzv. triviální nulové body leží v levé části reálné osy, konkrétně v bodech −2, −4, −6, −8 …

Riemannova funkce zeta, označovaná pomocí řeckého písmene ζ jako ζ(s), je komplexní funkce, definovaná jako analytické prodloužení součtu určité Dirichletovy řady. Je důležitá zejména v analytické teorii čísel. Zavedl ji v roce 1859 německý matematik Bernhard Riemann. Tato funkce je ústředním pojmem tzv. Riemannovy hypotézy, která patří k nejdůležitějším nevyřešeným problémům současné matematiky.

## Definice
Zeta funkce je definována jako součet nekonečné řady (zvané zpravidla Dirichletova řada):
{\displaystyle \zeta (s)=1+{\frac {1}{2^{s}}}+{\frac {1}{3^{s}}}+{\frac {1}{4^{s}}}+\dots =\sum _{n=1}^{\infty }{\frac {1}{n^{s}}}}
Tato řada konverguje pro všechna komplexní čísla, jejichž reálná část je větší než 1, a Riemann ukázal, jak lze tuto funkci rozšířit na množinu všech komplexních čísel.

## Vlastnosti
Je-li s ≤ 1, řada diverguje:
- je-li s = -1, pak

{\displaystyle \zeta (s)=1+2+3+\dots =\infty }
- je-li s = 0, pak

{\displaystyle \zeta (s)=1+1+1+\dots =\infty }
- je-li s = 1/2, pak

{\displaystyle \zeta (s)=1+{\frac {1}{\sqrt {2}}}+{\frac {1}{\sqrt {3}}}+\dots =\infty }
- je-li s = 1, pak

{\displaystyle \zeta (s)=1+{\frac {1}{2}}+{\frac {1}{3}}+\dots =\infty }, což je harmonická řada
Je-li s > 1, řada absolutně konverguje:
- je-li s = 2, pak

{\displaystyle \zeta (s)=1+{\frac {1}{2^{2}}}+{\frac {1}{3^{2}}}+\dots ={\frac {\pi ^{2}}{6}}\approx 1,645}, což je úloha známá jako Basilejský problém.
Zeta funkce je pro {\displaystyle s>1} rovna tzv. Eulerovu součinu:
{\displaystyle \zeta (s)=\prod _{p\in P}{\frac {1}{1-p^{-s}}}}, kde P je množina všech prvočísel.
Tento součin se poprvé objevil, i když v trochu jiném tvaru, v článku s názvem Variae observationes circa series infinitas („Různé poznámky o nekonečných řadách“) napsaném Leonhardem Eulerem
.

Důkaz této rovnosti je vlastně postup, jakým Euler k této souvislosti došel, a je následující:

Funkce zeta na levé straně je pro připomenutí ve tvaru
{\displaystyle \zeta (s)=\sum _{n=1}^{\infty }{\frac {1}{n^{s}}}=1+{\frac {1}{2^{s}}}+{\frac {1}{3^{s}}}+{\frac {1}{4^{s}}}+{\frac {1}{5^{s}}}+\dots }
Nyní vynásobíme obě strany rovnosti číslem {\displaystyle 1/2^{s}} a dostaneme
{\displaystyle {\frac {1}{2^{s}}}\zeta (s)={\frac {1}{2^{s}}}+{\frac {1}{4^{s}}}+{\frac {1}{6^{s}}}+{\frac {1}{8^{s}}}+{\frac {1}{10^{s}}}+\dots }
Tento výraz odečteme od předchozího, což nám dá
{\displaystyle (1-{\frac {1}{2^{s}}})\zeta (s)=1+{\frac {1}{3^{s}}}+{\frac {1}{5^{s}}}+{\frac {1}{7^{s}}}+{\frac {1}{9^{s}}}+\dots }
Odečtení vyloučilo všechny členy se sudým jmenovatelem a zůstaly nám jen členy s lichým jmenovatelem.
Pokračujeme tak, že obě strany vynásobíme číslem {\displaystyle 1/3^{s}}:
{\displaystyle {\frac {1}{3^{s}}}(1-{\frac {1}{2^{s}}})\zeta (s)={\frac {1}{3^{s}}}+{\frac {1}{9^{s}}}+{\frac {1}{15^{s}}}+{\frac {1}{21^{s}}}+{\frac {1}{27^{s}}}+\dots }
Nyní odečteme tento výraz od předchozího:
{\displaystyle (1-{\frac {1}{3^{s}}})(1-{\frac {1}{2^{s}}})\zeta (s)=1+{\frac {1}{5^{s}}}+{\frac {1}{7^{s}}}+{\frac {1}{11^{s}}}+{\frac {1}{13^{s}}}+\dots }
Z nekonečného součtu zmizely všechny násobky tří. Dále vynásobíme obě strany číslem {\displaystyle 1/5^{s}}:
{\displaystyle {\frac {1}{5^{s}}}(1-{\frac {1}{3^{s}}})(1-{\frac {1}{2^{s}}})\zeta (s)={\frac {1}{5^{s}}}+{\frac {1}{25^{s}}}+{\frac {1}{35^{s}}}+{\frac {1}{55^{s}}}+{\frac {1}{65^{s}}}+\dots }
Odečtením dostaneme
{\displaystyle (1-{\frac {1}{5^{s}}})(1-{\frac {1}{3^{s}}})(1-{\frac {1}{2^{s}}})\zeta (s)=1+{\frac {1}{7^{s}}}+{\frac {1}{11^{s}}}+{\frac {1}{13^{s}}}+{\frac {1}{17^{s}}}+\dots }
Je vidět, že při odčítání pravých stran vynecháváme samotné prvočíslo spolu s jeho násobky.
Kdybychom v tomto postupu pokračovali až do nekonečna, je zřejmé, že dojdeme k rovnosti
{\displaystyle \dots (1-{\frac {1}{11^{s}}})(1-{\frac {1}{7^{s}}})(1-{\frac {1}{5^{s}}})(1-{\frac {1}{3^{s}}})(1-{\frac {1}{2^{s}}})\zeta (s)=1}
Vydělením obou stran této rovnice postupně všemi výrazy v závorkách dostaneme výsledný vzorec, který jsme chtěli dokázat
{\displaystyle \zeta (s)={\frac {1}{1-{\frac {1}{2^{s}}}}}{\frac {1}{1-{\frac {1}{3^{s}}}}}{\frac {1}{1-{\frac {1}{5^{s}}}}}{\frac {1}{1-{\frac {1}{7^{s}}}}}{\frac {1}{1-{\frac {1}{11^{s}}}}}\dots =\prod _{p}(1-p^{-s})^{-1}}
Jak součet na levé straně, tak i součin na pravé pokračují do nekonečna.
To ve skutečnosti poskytuje důkaz, že prvočísel je nekonečně mnoho.
Kdyby jich totiž byl konečný počet, pak by i součin na pravé straně měl konečný počet členů a pro každé číslo s by měl určitou konečnou hodnotu.
Když s = 1, pak na levé straně dostaneme harmonickou řadu, která diverguje.
A protože nekonečno na levé straně rovnice se nemůže rovnat konečnému číslu napravo, musí být prvočísel nekonečně mnoho.

## Rozšíření definičního oboru
Nekonečná řada může definovat funkci jen na části jejího definičního oboru a právě tohle platí i pro funkci zeta ve smyslu analytického prodloužení původní Dirichletovy řady. Funkce zeta má totiž konečné hodnoty pro všechny komplexní argumenty s ≠ 1.
Následuje základní myšlenka, jak zjistit hodnoty funkce {\displaystyle \zeta (s)} pro s < 1.
Nejdříve se zavede nová funkce
{\displaystyle \eta (s)=\sum _{n=1}^{\infty }(-1)^{n+1}{\frac {1}{n^{s}}}=1-{\frac {1}{2^{s}}}+{\frac {1}{3^{s}}}-{\frac {1}{4^{s}}}+{\frac {1}{5^{s}}}-\dots }
Tato nekonečná řada se nazývá alternující řada a konverguje pro s > 0.

Řadu {\displaystyle \eta (s)} lze zapsat jako
{\displaystyle {\Big (}1+{\frac {1}{2^{s}}}+{\frac {1}{3^{s}}}+{\frac {1}{4^{s}}}+{\frac {1}{5^{s}}}+{\frac {1}{6^{s}}}+{\frac {1}{7^{s}}}+\dots {\Big )}}
minus
{\displaystyle 2{\Big (}{\frac {1}{2^{s}}}+{\frac {1}{4^{s}}}+{\frac {1}{6^{s}}}+{\frac {1}{8^{s}}}+{\frac {1}{10^{s}}}+\dots {\Big )},}
kde první závorka je vlastně {\displaystyle \zeta (s)}.
Vytknutím {\displaystyle 1/2^{s}} z druhého výrazu a úpravou vznikne
{\displaystyle \eta (s)=\zeta (s)-2{\frac {1}{2^{s}}}\zeta (s)=\zeta (s){\Big (}1-2{\frac {1}{2^{s}}}{\Big )}.}
Vyjádřením {\displaystyle \zeta (s)} vyjde ke vztah
{\displaystyle \zeta (s)={\frac {\eta (s)}{1-{\frac {1}{2^{s-1}}}}}}
ze kterého je možné vypočítat hodnoty {\displaystyle \zeta (s)} pro s mezi 0 a 1.
V 0 je hodnota funkce zeta rovna -1/2.
Nyní je třeba zjistit, jak je to s argumenty funkce zeta, které jsou menší než 0. V Riemannově článku z roku 1859 je důkaz vzorce, který poprvé navrhl Euler v roce 1749 a který vyjadřuje {\displaystyle \zeta (1-s)} pomocí {\displaystyle \zeta (s)}:
{\displaystyle \zeta (1-s)=2^{1-s}\pi ^{-s}\sin {\Big (}{\frac {1-s}{2}}\pi {\Big )}(s-1)!\;\zeta (s).}
Tímto vztahem se vypočítají hodnoty funkce zeta pro záporná celá čísla s.
Aby však bylo možná spočítat hodnoty funkce zeta pro všechna reálná s < 0, je nutné použít obecnější vzorec
{\displaystyle \pi ^{-s/2}\Gamma {\Big (}{\frac {s}{2}}{\Big )}\zeta (s)=\pi ^{-(1-s)/2}\Gamma {\Big (}{\frac {1-s}{2}}{\Big )}\zeta (1-s),}
který dokázal Riemann v roce 1859. Velké písmeno řecké abecedy {\displaystyle \Gamma } v této rovnici je funkce gama, která je rozšířením faktoriálu do reálných a komplexních čísel.
Vybrané hodnoty analytického prodloužení
- {\displaystyle \zeta (-1)=-{\tfrac {1}{12}}}
- {\displaystyle \zeta (0)=-{\tfrac {1}{2}};}
- {\displaystyle \zeta \left({\tfrac {1}{2}}\right)=-1{,}4603545...}[2]
- pro s = 1 diverguje: {\displaystyle \zeta (1)=\infty ;}.

## Nulové body
Nulové body Riemannovy funkce zeta jsou taková komplexní čísla s, pro která {\displaystyle \zeta (s)=0}.
Lze je rozdělit na
- triviální – všechna sudá záporná celá čísla
- netriviální – ostatní, leží v kritickém pásu, což je množina komplexních čísel, jejichž reálná část leží v otevřeném intervalu (0, 1).

Podle Riemannovy hypotézy leží všechny netriviální nuly na kritické přímce, což je přímka tvořená komplexními čísly s reálnou částí rovnou 1/2.
Netriviální nulové body velice úzce souvisí s rozložením prvočísel mezi přirozenými čísly.